# Marlene Moses

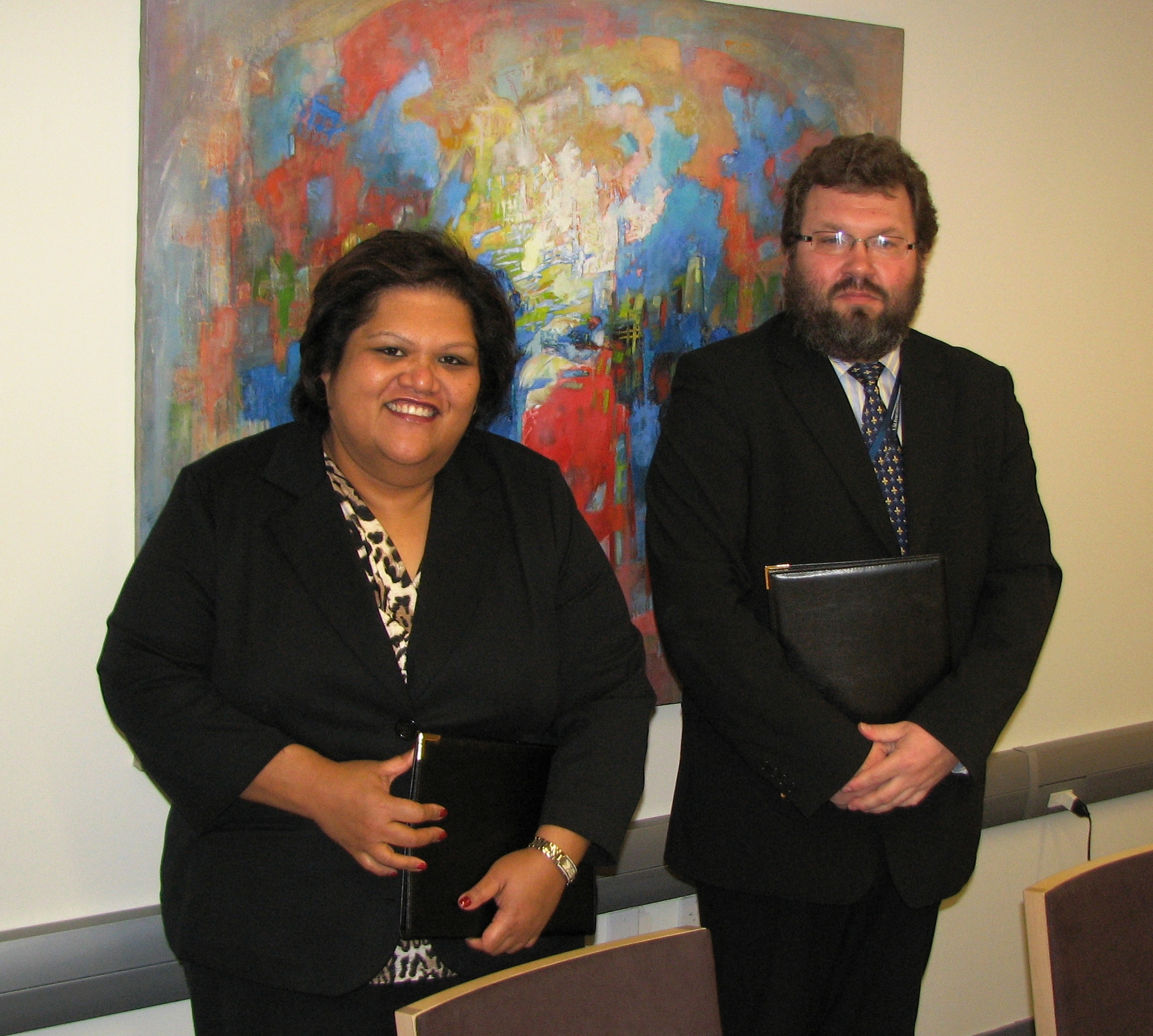
Marlene Moses (links) und Margus Kolga nehmen diplomatische Beziehungen zwischen Nauru und Estland auf (2012)

Marlene Inemwin Moses (* 1961 in Aiwo) ist eine nauruische Politikerin und Mitbegründerin der Naoero-Amo-Partei. Seit dem 30. März 2005 ist sie UNO-Botschafterin der Republik Nauru in New York.
Moses absolvierte nach ihrer Grundausbildung in Nauru die Canberra College of Advanced University und die Monash University in Melbourne. Sie begann ihre politische Karriere 1983 als Angestellte des Büros für auswärtige Angelegenheiten. 1988 wurde sie Konsul in Tokio und 1991 Generalkonsul in Auckland. 1995 und 1996 fungierte sie als assistierende Direktorin des Außendepartements, 1999 und 2000 als Sekretärin des Innendepartements. Außerdem war Moses auch Mitglied der Nauru Rehabilitation Corporation.
Bis 2003 diente Moses im Gesundheitsministerium. Mit der Aufnahme Naurus in die UNO wurde sie zur stellvertretenden Botschafterin ernannt. Im März 2005 ersetzte Moses Vinci Clodumar als UNO-Botschafter in New York.